# Кончеллах, Билли
Билли Коминтаи Кончеллах — кенийский бегун на средние дистанции, который специализировался в беге на 800 метров. На олимпийских играх 1984 года занял 4-е место. Победитель Всеафриканских игр 1987 года с результатом 1.45,99. До сих пор является обладателем рекорда чемпионатов мира — 1.43,06.
Всю спортивную карьеру страдал от астмы и аллергии, а в 1985 году он перенёс туберкулёз. Является представителем народности масаи. С 2004 по 2006 год отбывал тюремный срок за изнасилование. В настоящее время проживает в Финляндии со своей второй женой, которая является финкой и их совместным ребёнком. Его сын Грегори Кончеллах, также известный бегун.
Личный рекорд в беге на 1000 метров — 2.16,71, на дистанции 1500 метров 3.41,80.